# Brassiantha
Brassiantha är ett släkte av benvedsväxter. Brassiantha ingår i familjen Celastraceae.
Kladogram enligt Catalogue of Life:
| Brassiantha | \| \| Brassiantha hedraiantheroides \| \| \| \| \| \| Brassiantha pentamera \| \| \| \| |
|             | \| \| Brassiantha hedraiantheroides \| \| \| \| \| \| Brassiantha pentamera \| \| \| \| |
|             | Brassiantha hedraiantheroides                                                           |
|             |                                                                                         |
|             | Brassiantha pentamera                                                                   |
|             |                                                                                         |